# Мелнишки рубин
Мелнишки рубин е червен винен сорт грозде, селектиран в България, чрез кръстосване на сортовете Широка мелнишка лоза и Каберне Совиньон. Сортът е утвърден като нов през 1980 г. със заповед на МЗХП. Райониран е за Мелнишкия регион. През 2005 г. от Агробиоинститут София са проведени изследвания с ДНК маркери за потвърждаване на регистрираната кръстоска. Изследването отхвърля Каберне совиньон като родител. Истинският втори родител е неизвестен.
Лозите се отличават със силен растеж. Гроздето узрява около средата на септември. Родовитостта е много добра. Неустойчив към гъбични заболявания.
Гроздът е едър (240 г.), крилат, с едно крило. Зърната са дребни (1,6 г.), овални, с дебела, тъмнооцветена кожица. Консистенцията е сочна, до слабо месеста, с тъмно обагрен сок (привидно). Ципата се характеризира с дълбоки вгъвания навътре в месестата част, което създава впечатление за червено обагрен сок.
При технологична зрелост захарното съдържание е 23,6%, а киселините – 6,82 г./л. От сорта се получават висококачествени червени вина.